# 음력 5월 13일
음력 5월 13일은 음력 5월의 13번째 날이다.

## 탄생
- 1972년 - 대한민국의 가수 얀.

## 같이 보기
- 음력 360일: 1월 2월 3월 4월 5월 6월 7월 8월 9월 10월 11월 12월
- 전날:5월 12일 다음날:5월 14일 - 전달:4월 13일 다음달:6월 13일
- 양력:5월 13일
- 음력, 윤달